# Nesle

Nesle este o comună în departamentul Somme, Franța. În 1 ianuarie 2022 avea o populație de 2.296 de locuitori.